# Hangest-sur-Somme
Hangest-sur-Somme est une commune française située dans le département de la Somme, en région Hauts-de-France.

## Géographie

### Localisation

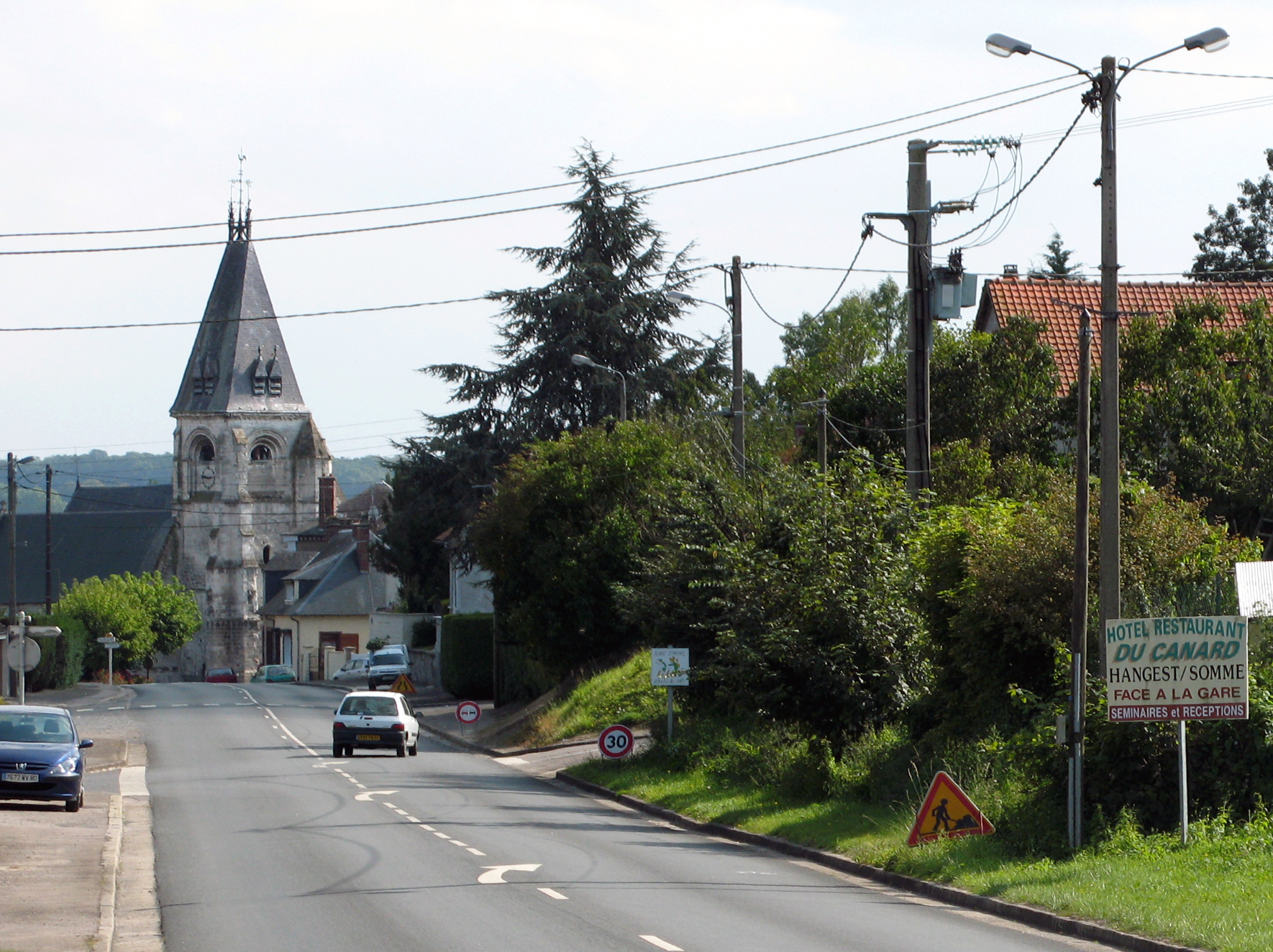
La route longeant vers l'amont la rive sud de la Somme descend vers Hangest.

Hangest-sur-Somme est un village picard entre Vimeu et Amiénois.
Limitrophe d'Airaines et de Flixecourt, la localité est située à 6 km au sud-est de Longpré-les-Corps-Saints, 19 km au sud-est d'Abbeville et 22 km au nord-ouest d'Amiens à vol d'oiseau.
Le territoire de la commune est limitrophe de ceux de neuf communes.
Les communes limitrophes sont Airaines, Bettencourt-Rivière, Bourdon, Condé-Folie, Crouy-Saint-Pierre, L'Étoile, Flixecourt, Quesnoy-sur-Airaines et Soues.

### Géologie et relief
La superficie de la commune est de 12,46 km2 ; son altitude varie de 6  à   108 mètres. 

### Hydrographie

#### Réseau hydrographique

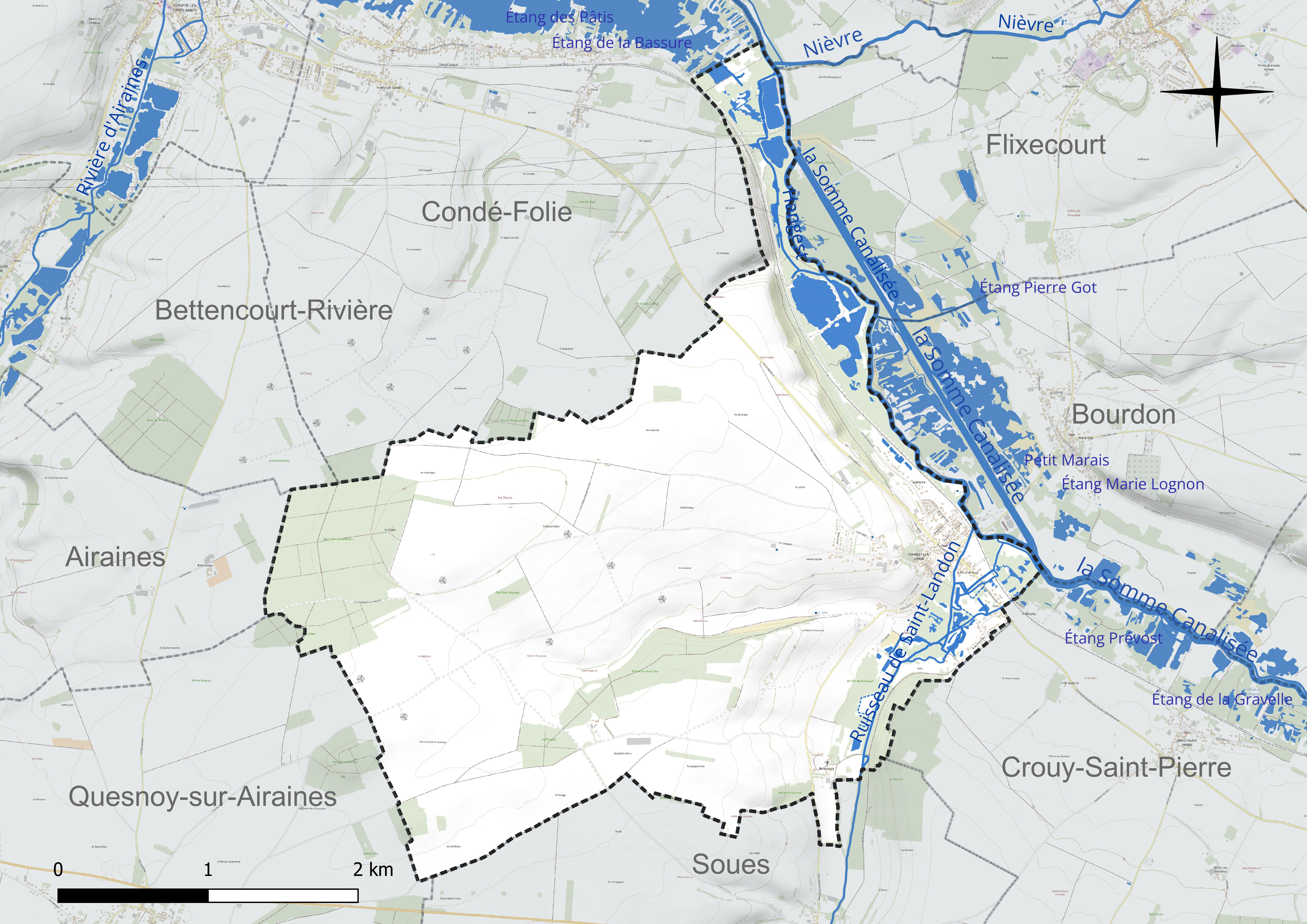
Réseau hydrographique d'Hangest-sur-Somme.

La commune est située dans le bassin Artois-Picardie. 
Elle est drainée par la rivière du Saint-Landon, le bras de décharge aval rg ecl 21 Labreilloire de vanne bras de décharge au canal de la Somme, le fossé d'Hesdin, l'Eauette ou Somme et l'hangest,.
Le Saint-Landon, d'une longueur de 13 km, prend sa source dans la commune de Molliens-Dreuil et se jette  dans la Somme canalisée sur la commune, face à la commune de Bourdon, après avoir traversé sept communes.

#### Gestion et qualité des eaux
Le territoire communal est couvert par le schéma d'aménagement et de gestion des eaux (SAGE) « Somme aval et Cours d'eau côtiers ». Ce document de planification concerne un territoire de 1 835 km2 de superficie, délimité par le bassin versant de la Somme canalisée. Le périmètre a été arrêté le 29 avril 2010 et le SAGE proprement dit a été approuvé le 6 août 2019. La structure porteuse de l'élaboration et de la mise en œuvre est le syndicat mixte d'aménagement hydraulique du bassin versant de la Somme (AMEVA).
La qualité des cours d'eau peut être consultée sur un site dédié géré par les agences de l'eau et l'Agence française pour la biodiversité.

### Climat
Pour des articles plus généraux, voir Climat des Hauts-de-France et Climat de la Somme.
En 2010, le climat de la commune est de type climat océanique altéré, selon une étude du CNRS s'appuyant sur une série de données couvrant la période 1971-2000. En 2020, Météo-France publie une typologie des climats de la France métropolitaine dans laquelle la commune est exposée à un climat océanique et est dans la région climatique Côtes de la Manche orientale, caractérisée par un faible ensoleillement (1 550 h/an) ; forte humidité de l'air (plus de 20 h/jour avec humidité relative > 80 % en hiver), vents forts fréquents.
Pour la période 1971-2000, la température annuelle moyenne est de 10,7 °C, avec une amplitude thermique annuelle de 13,4 °C. Le cumul annuel moyen de précipitations est de 702 mm, avec 11,3 jours de précipitations en janvier et 8,1 jours en juillet. Pour la période 1991-2020, la température moyenne annuelle observée sur la station météorologique la plus proche, située sur la commune de Bernaville à 18 km à vol d'oiseau, est de 10,4 °C et le cumul annuel moyen de précipitations est de 877,3 mm,. Pour l'avenir, les paramètres climatiques de la commune estimés pour 2050 selon différents scénarios d'émission de gaz à effet de serre sont consultables sur un site dédié publié par Météo-France en novembre 2022.

### Milieux naturels et biodiversité
Le larris d'Hangest (Identifiant national : 220 005 003) est une Zone naturelle d'intérêt écologique, faunistique et floristique (ZNIEFF) continentale de type 1. C'est la plus vaste pelouse calcicole du département de la Somme (47,7 ha).
La présence de fourrés à genévriers communs témoigne de l'existence passée de pâturage. En l'absence d'entretien, les pelouses ont tendance à se densifier et à s'embroussailler. Trois vallées sèches, perpendiculaires à la Somme, entaillent le plateau au niveau des lieux-dits « La Grande Vallée », « La Vallée Potelet » et « La Vallée Niquet ».
Les pelouses hébergent plusieurs orchidées :
- l'Homme-pendu, espèce rare et menacée en Picardie ;
- l'Orchis guerrier , espèce rare dans le département de la Somme ;
- l'Orchis ×spuria, hybride entre les deux espèces précédentes (rarissime en Picardie) ;
- l'Ophrys mouche, assez rare en Picardie.

Autres espèces végétales :
- Polygala amarella, espèce thermophile rare en Picardie ;
- Anémone pulsatille.

Avifaune : 
- nidification du Tarier pâtre, espèce dont les populations sont à surveiller en Picardie,
- l'Hypolaïs polyglotte  et
- la Locustelle tachetée[17].

Le 8 septembre 2018, la commune est labellisée  « Refuge pour les chauves-souris » pour sa maternité de chauves-souris (sérotines communes) hébergée dans les combles de l'église.

## Urbanisme

### Typologie
Au 1er janvier 2024, Hangest-sur-Somme est catégorisée bourg rural, selon la nouvelle grille communale de densité à sept niveaux définie par l'Insee en 2022.
Elle est située hors unité urbaine. Par ailleurs la commune fait partie de l'aire d'attraction d'Amiens, dont elle est une commune de la couronne,. Cette aire, qui regroupe 369 communes, est catégorisée dans les aires de 200 000 à moins de 700 000 habitants,.
Hangest-sur-Somme fait partie du bassin de vie de Flixecourt.

### Occupation des sols

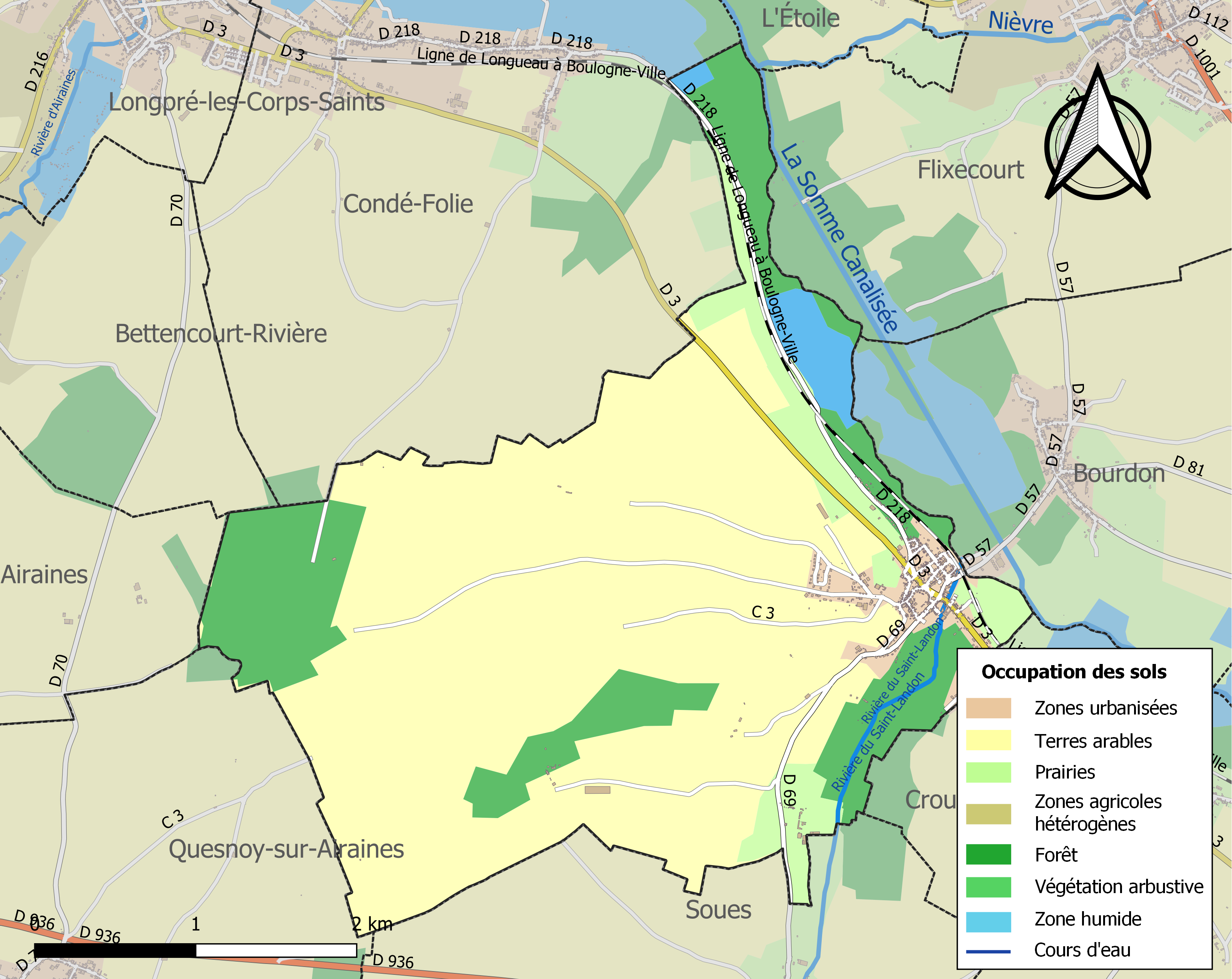
Carte des infrastructures et de l'occupation des sols de la commune en 2018 (CLC).

L'occupation des sols de la commune, telle qu'elle ressort de la base de données européenne d'occupation biophysique des sols Corine Land Cover (CLC), est marquée par l'importance des territoires agricoles (74,6 % en 2018), en diminution par rapport à 1990 (78 %). 
a répartition détaillée en 2018 est la suivante :  terres arables (67,3 %), forêts (19,3 %), prairies (7,3 %), zones urbanisées (3,8 %), eaux continentales (2,3 %). 
L'évolution de l'occupation des sols de la commune et de ses infrastructures peut être observée sur les différentes représentations cartographiques du territoire : la carte de Cassini (XVIIIe siècle), la carte d'état-major (1820-1866) et les cartes ou photos aériennes de l'IGN pour la période actuelle (1950 à aujourd'hui).

### Habitat et logement
En 2021, le nombre total de logements dans la commune était de 346, alors qu'il était de 334 en 2016 et de 319 en 2011. 
Parmi ces logements, 94,2 % étaient des résidences principales, 1,4 % des résidences secondaires et 4,3 % des logements vacants. Ces logements étaient pour 94,8 % d'entre eux des maisons individuelles et pour 4,6 % des appartements. 
Le tableau ci-dessous présente la typologie des logements à Hangest-sur-Somme en 2021 en comparaison avec celle de la Somme et de la France entière. Une caractéristique marquante du parc de logements est ainsi la faible proportion des résidences secondaires et logements occasionnels (1,4 %) par rapport au département (8,4 %) et à la France entière (9,7 %). 
| Typologie                                               | Hangest-sur-Somme | Somme | France entière |
| ------------------------------------------------------- | ----------------- | ----- | -------------- |
| Résidences principales (en %)                           | 94,2              | 83,1  | 82,2           |
| Résidences secondaires et logements occasionnels (en %) | 1,4               | 8,4   | 9,7            |
| Logements vacants (en %)                                | 4,3               | 8,5   | 8,1            |

### Voies de communication et transports

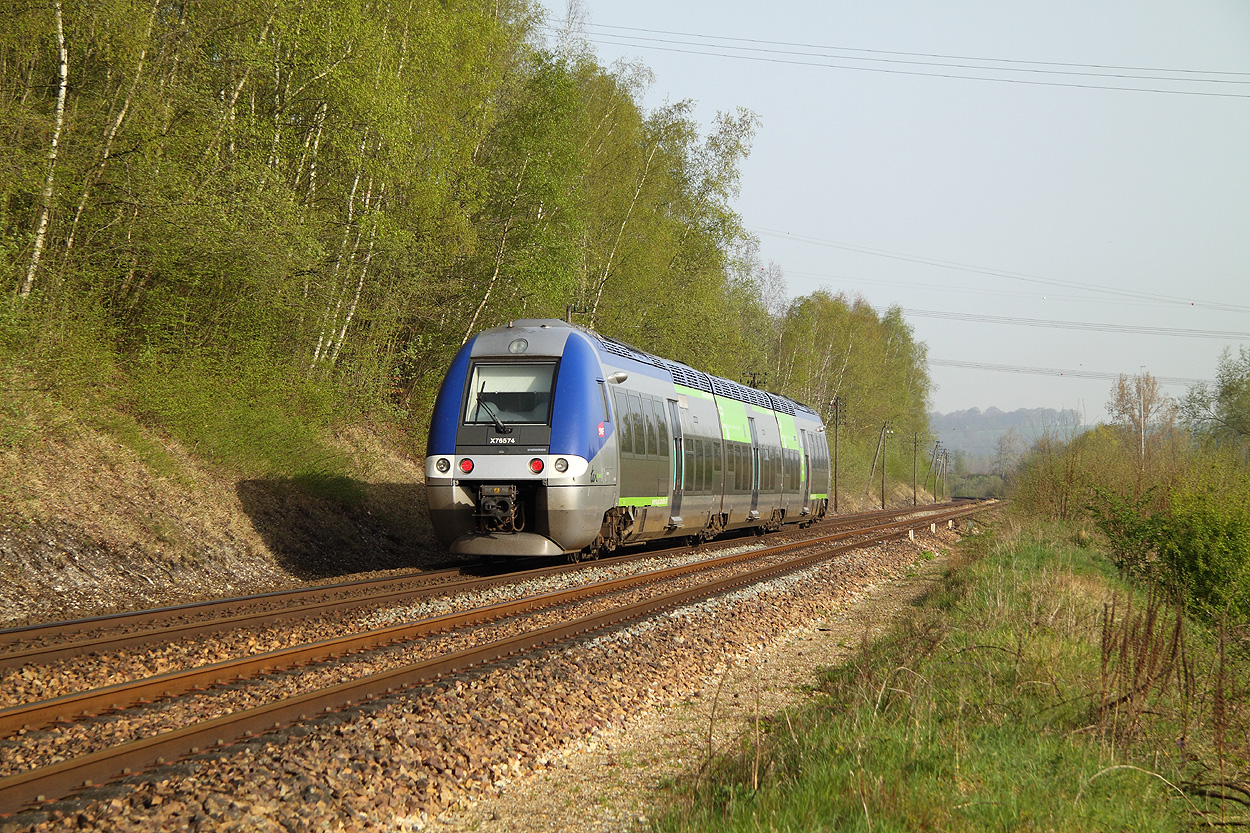
Une rame TER près de la station d'Hangest.

Hangest-sur-Somme, aisément accessible depuis l'ancienne route nationale 336 (actuelle RD 936) qui tangente au sud le territoire communal, est desservi par la RD 3 qui longe la rive gauche de la Somme et mène à Longpré-les-Corps-Saints et Picquigny. 
Le fleuve et la voie ferrée sont franchies par la RD 69 qui mène à Flixecourt et Molliens-Dreuil au moyen du viaduc d’Hangest-sur-Somme, construit dans les années 1960 et rénové en 2020,.
En matière de transports ferroviaires, le village est desservi par des trains TER Hauts-de-France de la ligne Amiens - Boulogne avec un point d'arrêt sans personnel en gare d'Hangest.
La localité est desservie par la ligne d'autocars no 28 (Saint-Léger - L'Étoile - Flixecourt - Amiens) du réseau inter-urbain Trans'80.

### Énergie
Un projet de parc éolien qui s'étendrait sur Soues et Hangest-sur-Somme, étudié depuis 2015 par la société Energie Team, comprendrait cinq éoliennes d’une puissance unitaire de 3,45 à 4,2 MW. S'il est réalisé, ce projet produirait environ 40 400 MWh soit sensiblement l’équivalent de la consommation en électricité à 18 000 habitants, chauffage compris.

## Toponymie
Dès 1090, Hangest est cité dans Vita Angilberti d'Anscher. Hangestum, forme latine est cité en 1215 par Gérard, évêque d'Amiens dans un cartulaire du Gard. Suivront Hingeste, Hangetz-sur-Somme et Hangiers. Un dénombrement de l'évêché d'Amiens fournit Hangest-sur-Somme en 1589.

## Histoire

### Époque contemporaine

#### Première Guerre mondiale
En août 1914, le pont d'Hangest-sur-Somme enjambant le fleuve a été détruit par les Allemands.

#### Seconde Guerre mondiale
Au cours de la bataille de France, les troupes allemandes de Guderian atteignirent la Somme le 19 mai 1940. Le 20 mai 1940, juste après La Chaussée-Tirancourt, Hangest-sur-Somme fut bombardée. On dénombra une quarantaine de victimes civiles.
Le 5 juin 1940, débutèrent les combats pour le contrôle d'Hangest-sur-Somme. L'enjeu de cette bataille était de permettre à l'armée allemande de traverser la Somme, ce que la 7e Panzerdivision parvint à faire. Rommel qui la commandait ordonna à un bataillon de Panzer de tirer sur le village.
Hangest-sur-Somme était défendue par la 5e division d'infanterie coloniale (5e DIC) qui tint la position avec des moyens réduits (un canon antichars de 25 mm). Les Sénégalais du 53e régiment d'infanterie coloniale mixte sénégalais (53e RICMS) avaient pris position en haut du larris mais les Allemands, appuyés par une artillerie importante, montèrent à l'assaut et prirent la position.

Robert Dupays témoigna ainsi après le conflit : 

« A Hangest-sur-Somme, certains tirailleurs du même régiment furent immédiatement abattus après leur capture. Les combats furent si violents que la presse allemande (Pommersche Zeitung) cita les combats avec les coloniaux en ces termes : « les Français combattirent avec acharnement, les Noirs utilisaient jusqu'au bout chaque possibilité de défense, chaque maison était défendue. Pour briser cette résistance, il fallut mettre en action les lance-flammes, et pour venir à bout des derniers Sénégalais, les tuer un à un ». »

Hangest-sur-Somme tomba dans l'après-midi. La 7e Panzer-Division put alors poursuivre sa marche vers le sud.
Après leur reddition, le 5 juin 1940, en violation de la Convention de Genève du 27 juillet 1929, une vingtaine de tirailleurs du 44e régiment d'infanterie coloniale mixte sénégalais, qui avaient défendu le village, furent sommairement exécutés par des soldats allemands « en uniforme noir », probablement des équipages de chars de la 7e Panzerdivision d'Erwin Rommel,,
.
Les tirailleurs sénégalais tombés à Hangest-sur-Somme sont enterrés dans la nécropole nationale de Condé-Folie.

## Politique et administration

### Rattachements administratifs et électoraux

#### Rattachements administratifs
La commune se trouve dans l'arrondissement d'Amiens du département de la Somme.  
Elle faisait partie depuis 1801 du canton de Picquigny. Dans le cadre du redécoupage cantonal de 2014 en France, cette circonscription administrative territoriale a disparu, et le canton n'est plus qu'une circonscription électorale.

#### Rattachements électoraux
Pour les élections départementales, la commune fait partie depuis 2014 du canton d'Ailly-sur-Somme.
Pour l'élection des députés, elle fait partie de la première circonscription de la Somme.

### Intercommunalité
Hangest-sur-Somme était membre de la communauté de communes de l'Ouest d'Amiens, un établissement public de coopération intercommunale (EPCI) à fiscalité propre créé en 1993 et auquel la commune avait transféré un certain nombre de ses compétences, dans les conditions déterminées par le code général des collectivités territoriales.
Dans le cadre des dispositions de la loi portant nouvelle organisation territoriale de la République du 7 août 2015, qui prévoit que les établissements publics de coopération intercommunale (EPCI) à fiscalité propre doivent avoir un minimum de 15 000 habitants, cette intercommunalité a fusionné avec la communauté de communes du Val de Nièvre et environs pour former, le 1er janvier 2017, la communauté de communes Nièvre et Somme, dont est désormais membre la commune.

### Liste des maires

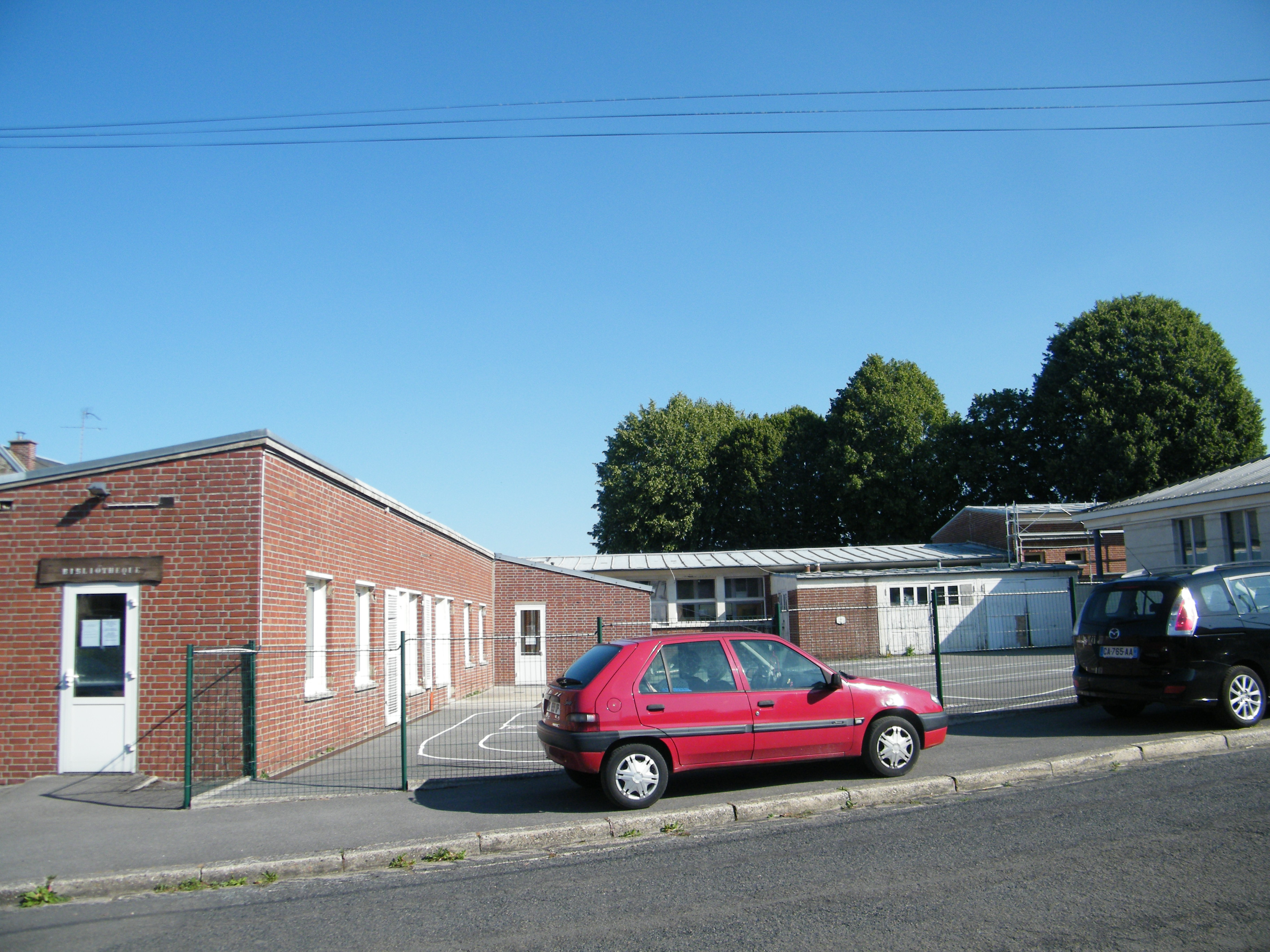
L'école.

| Période                                  | Période                   | Identité                    | Étiquette | Qualité |
| ---------------------------------------- | ------------------------- | --------------------------- | --------- | --- |
| Les données manquantes sont à compléter. |                           |                             |           | |
|                                          |                           |                             |           | |
| septembre 1797                           | avril 1798                | François Allou              |           | Agent municipal |
| avril 1898                               | juin 1803                 | Louis Allou                 |           | Propriétaire à Hangest-sur-Somme Fils de François Allou agent municipal d'avril 1898 à avril 1800, alors nommé maire provisoire jusqu'en juin 1800                                                             |
|                                          |                           |                             |           | |
| avril 1821                               | mars 1840                 | Alfred Tillette de Montaurt |           | Propriétaire à Hangest-sur-Somme. Ancien officier d'ordonnance de l'Empereur Conseiller général de Picquigny (1833 → 1839) Fortune évaluée en revenus à 10,000 francs en 1826 Chevalier de la Légion d'honneur |
|                                          |                           |                             |           | |
| 1983                                     | 1989                      | Roland Dumont               | Gauche    | Professeur de collège |
| 1989                                     | 1995                      | André Gourdin               |           | Vendeur de matériels médicaux |
| 1995                                     | mars 2001                 | Jean-Marie Hustache         |           | Professeur de menuiserie ébénisterie |
| mars 2001                                | 2020                      | Gérard Bailleul             |           | Ouvrier qualifié |
| 2020,                                    | En cours (au 3 mars 2025) | Gérald Bec                  |           | Retraité de l'Éducation nationale. |

## Équipements et services publics

### Eau et déchets
Dotée d'une station d'épuration obsolète, la commune mène de 2018 à 2025 une réfection complète de son réseau d’assainissement collectif et de la station d’épuration.

### Enseignement
La commune dispose de l'école primaire publique Dominique-de-Saint-Mars. Pour l'année scolaire 2021-2022, elle est constituée de cinq classes réparties entre maternelle et primaire ; 78 élèves y sont scolarisés.

## Population et société

### Démographie
L'évolution du nombre d'habitants est connue à travers les recensements de la population effectués dans la commune depuis 1793. Pour les communes de moins de 10 000 habitants, une enquête de recensement portant sur toute la population est réalisée tous les cinq ans, les populations de référence des années intermédiaires étant quant à elles estimées par interpolation ou extrapolation. Pour la commune, le premier recensement exhaustif entrant dans le cadre du nouveau dispositif a été réalisé en 2005.

En 2022, la commune comptait 762 habitants, en évolution de +0,53 % par rapport à 2016 (Somme : −1,26 %, France hors Mayotte : +2,11 %).
| 1793 | 1800 | 1806 | 1821 | 1831 | 1836 | 1841 | 1846 | 1851 |
| ---- | ---- | ---- | ---- | ---- | ---- | ---- | ---- | ---- |
| 915  | 839  | 914  | 963  | 979  | 951  | 953  | 940  | 974  |

| 1856 | 1861 | 1866 | 1872 | 1876 | 1881 | 1886 | 1891 | 1896 |
| ---- | ---- | ---- | ---- | ---- | ---- | ---- | ---- | ---- |
| 952  | 985  | 978  | 966  | 898  | 844  | 788  | 761  | 751  |

| 1901 | 1906 | 1911 | 1921 | 1926 | 1931 | 1936 | 1946 | 1954 |
| ---- | ---- | ---- | ---- | ---- | ---- | ---- | ---- | ---- |
| 670  | 659  | 626  | 653  | 624  | 598  | 614  | 484  | 610  |

| 1962 | 1968 | 1975 | 1982 | 1990 | 1999 | 2005 | 2006 | 2010 |
| ---- | ---- | ---- | ---- | ---- | ---- | ---- | ---- | ---- |
| 635  | 661  | 646  | 657  | 648  | 695  | 683  | 682  | 704  |

| 2015 | 2020 | 2022 | - | - | - | - | - | - |
| ---- | ---- | ---- | - | - | - | - | - | - |
| 753  | 768  | 762  | - | - | - | - | - | - |

## Culture locale et patrimoine

### Lieux et monuments

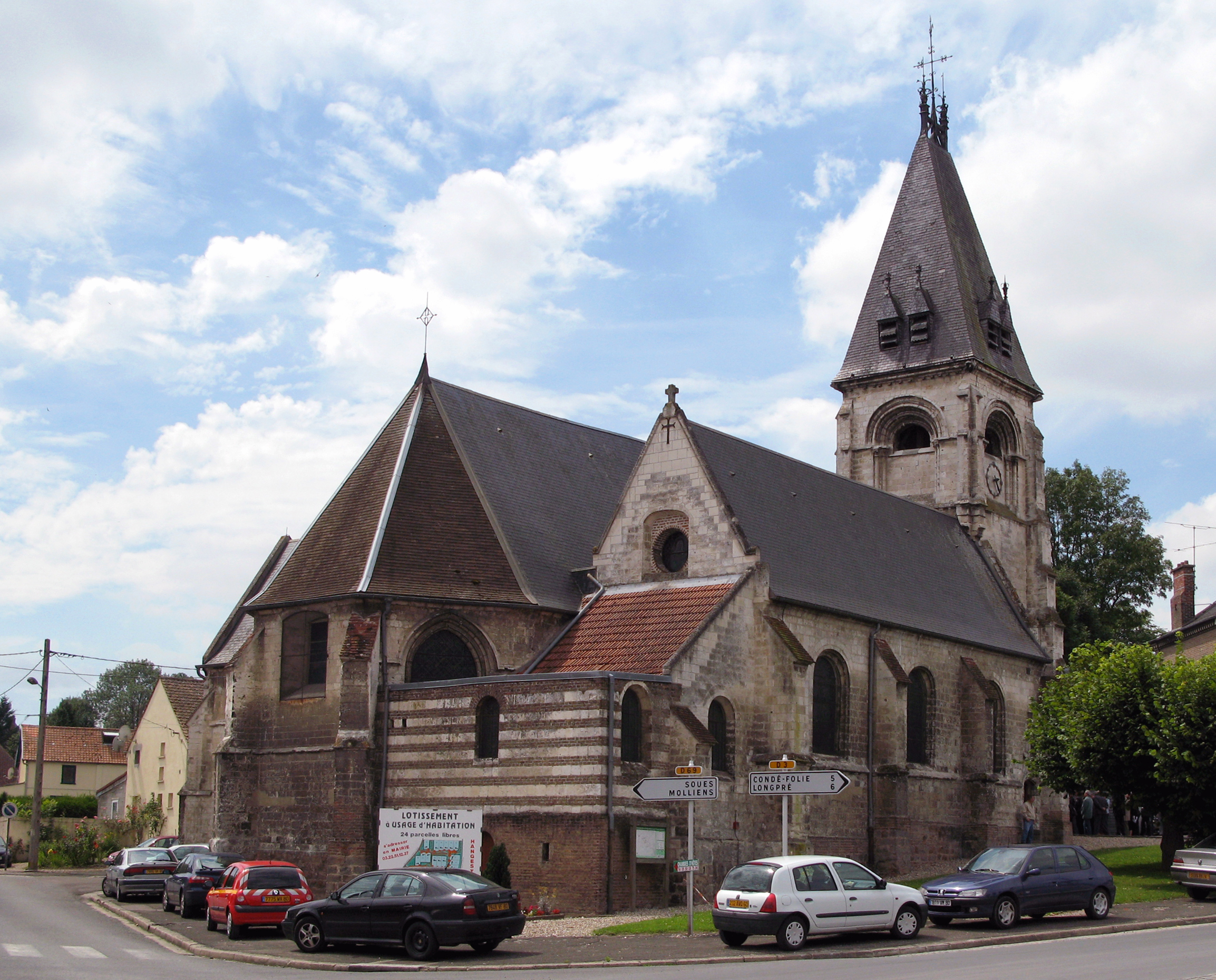
L'église, aperçue en venant du pont de la Somme et de Bourdon.

- L'église Sainte-Marguerite possède un clocher de style roman. Elle renferme un christ en croix en bois polychrome  Classé MH (1984), attribué à Jean-Baptiste Carpentier.
- L'oratoire rue du Pont-de-Grez est bâti en reconnaissance à saint Roch après la Première Guerre mondiale[45].

## Pour approfondir